# Sandy Walsh
Sandy Walsh (Brussel, 14 maart 1995) is een Nederlands-Belgisch-Indonesisch voetballer die bij voorkeur als verdediger speelt. Hij stroomde in 2012 door vanuit de jeugd van KRC Genk, waar hij in januari 2015 zijn contract verlengde tot medio 2017. Sinds 2025 komt hij uit voor Yokohama F. Marinos. In 2023 debuteerde Walsh voor het Indonesisch voetbalelftal. 

## Carrière

### Jeugd
Walsh begon in 2001 met voetballen. Hij speelde twee jaar in de jeugd van amateursclubs Tempo Overijse en ERC Hoeilaart voor hij in 2003 werd opgenomen in de jeugdopleiding van RSC Anderlecht. Die verruilde hij in 2011 op zestienjarige leeftijd voor die van KRC Genk, waar hij een driejarig contract tekende. Walsh ging er in de zomer van 2012 deel uitmaken van de selectie van het eerste elftal.

### KRC Genk
Walsh debuteerde op 2 september 2012 in het eerste team van Genk, als invaller voor Dani Fernández in een uitwedstrijd tegen Anderlecht. Zijn eerste basisplaats kreeg hij in een bekerwedstrijd tegen Royale Union Saint-Gilloise, op dat moment spelend in de derde klasse. Walsh maakte op 12 december 2013 zijn Europees debuut door in de basis te starten in een wedstrijd tegen FC Thun. Op 29 mei 2016 maakte hij in de wedstrijd tegen Sporting Charleroi zijn eerste doelpunt in zijn profcarrière.

### Zulte Waregem
Vanaf het seizoen 2017-2018 zal Walsh uitkomen voor SV Zulte Waregem. In juni 2020 verliep zijn contract hier waarna hij de club transfervrij kon verlaten.

### KV Mechelen
Walsh trainde een tijdje mee bij Sint-Truidense VV waar hij uiteindelijk geen contract kreeg. In oktober 2020 tekende hij uiteindelijk een contract bij KV Mechelen.

## Statistieken
| Seizoen         | Club                | Land            | Competitie         | Competitie | Competitie | Beker | Beker | Internationaal | Internationaal | Totaal | Totaal |
| Seizoen         | Club                | Land            | Competitie         | Wed.       | Dlp.       | Wed.  | Dlp.  | Wed.           | Dlp.           | Wed.   | Dlp.   |
| --------------- | ------------------- | --------------- | ------------------ | ---------- | ---------- | ----- | ----- | -------------- | -------------- | ------ | ------ |
| 2012/13         | KRC Genk            | Vlag van België | Jupiler Pro League | 1          | 0          | 1     | 0     | 0              | 0              | 2      | 0      |
| 2013/14         | KRC Genk            | Vlag van België | Jupiler Pro League | 4          | 0          | 1     | 0     | 1              | 0              | 6      | 0      |
| 2014/15         | KRC Genk            | Vlag van België | Jupiler Pro League | 11         | 0          | 0     | 0     | —              | —              | 11     | 0      |
| 2015/16         | KRC Genk            | Vlag van België | Jupiler Pro League | 23         | 1          | 5     | 0     | —              | —              | 28     | 1      |
| 2016/17         | KRC Genk            | Vlag van België | Jupiler Pro League | 10         | 0          | 2     | 0     | 9              | 0              | 21     | 0      |
| 2017/18         | Zulte Waregem       | Vlag van België | Jupiler Pro League | 28         | 1          | 2     | 0     | 4              | 0              | 34     | 1      |
| 2018/19         | Zulte Waregem       | Vlag van België | Jupiler Pro League | 31         | 2          | 2     | 0     | —              | —              | 33     | 2      |
| 2019/20         | Zulte Waregem       | Vlag van België | Jupiler Pro League | 9          | 0          | 4     | 0     | —              | —              | 13     | 0      |
| 2020/21         | KV Mechelen         | Vlag van België | Jupiler Pro League | 30         | 3          | 1     | 0     | —              | —              | 31     | 3      |
| 2021/22         | KV Mechelen         | Vlag van België | Jupiler Pro League | 33         | 3          | 1     | 0     | —              | —              | 34     | 3      |
| 2022/23         | KV Mechelen         | Vlag van België | Jupiler Pro League | 26         | 2          | 5     | 1     | —              | —              | 31     | 3      |
| 2023/24         | KV Mechelen         | Vlag van België | Jupiler Pro League | 30         | 0          | 0     | 0     | —              | —              | 30     | 0      |
| 2024/25         | KV Mechelen         | Vlag van België | Jupiler Pro League | 6          | 0          | 1     | 0     | —              | —              | 7      | 0      |
| 2025            | Yokohama F. Marinos | Vlag van Japan  | J1 League          | 8          | 0          | 0     | 0     | 3              | 0              | 11     | 0      |
| Carrière totaal | Carrière totaal     | Carrière totaal | Carrière totaal    | 250        | 12         | 25    | 1     | 17             | 0              | 292    | 13     |

## Palmares
| Nationaal             |    |      |
| Beker van België      | 1x | 2013 |
| Internationaal        |    |      |
| U17 Europees kampioen | 1x | 2012 |

## Internationaal
Als jeugdinternational speelde hij al voor verschillende jeugdelftallen. Van 2009 tot 2010 kwam Walsh uit voor het Nederlands Voetbalelftal onder 15, 2010 tot 2011 Nederlands Voetbalelftal onder 16, 2011 tot 2012  Nederlands voetbalelftal onder 17 en 2012 tot 2013 Nederlands voetbalelftal onder 18. In 2012 werd hij met Nederland -17 Europees kampioen. In november 2022 kreeg hij zijn Indonesisch staatsburgerschap en in september 2023 debuteerde hij voor het Indonesisch voetbalelftal. 
| Nationale ploeg | wedstrijden | Goals |
| --------------- | ----------- | ----- |
| Nederland -15   | 5           | 1     |
| Nederland -16   | 6           | 0     |
| Nederland -17   | 18          | 0     |
| Nederland -18   | 3           | 0     |
| Nederland -19   | 3           | 0     |
| Nederland -20   | 1           | 0     |
| Totaal          | 36          | 1     |

## Trivia
- Hij heeft een Nederlandse moeder en Engelse vader maar woont al zijn hele leven in België.[4] Zijn grootouders langs moederszijde zijn Indonesiërs.
- Bij hem thuis heeft hij altijd Engels gesproken.